# فيكتوريا هيل
فيكتوريا هيل (بالإنجليزية: Victoria Hill)‏ هي ممثلة أسترالية، ولدت في 18 فبراير 1974 بأديلايد في أستراليا.

## أعمال

### أفلام
- (2017) أول إصلاح

## وصلات خارجية
- فيكتوريا هيل على موقع IMDb (الإنجليزية)
- فيكتوريا هيل على موقع قاعدة بيانات الفيلم (الإنجليزية)